# Junge Wilde
Der Begriff Junge Wilde bezog sich ursprünglich auf eine Gruppe junger Physiker aus den 1920er und 30er Jahren, die sich mit neuen Denkweisen für ihre Bemühungen um die Quantenmechanik verdient machte.
Der Begriff wurde später auch auf  Strömungen innerhalb der Malerei der späten 1970er- und frühen 80er-Jahre und danach auf Politiker umgedeutet. Inzwischen wird der Ausdruck in allen Gesellschaftssegmenten angewendet: Wenn von Personen oder Gruppierungen die Rede ist, die im Begriff sind,  die „Etablierten“ zu verdrängen (Sport, Literatur, Theater-, Film-, Kochkunst usw.), werden sie häufig als die „Jungen Wilden“ bezeichnet.

## Musik und Malerei
siehe Hauptartikel: Neue Wilde
Als Gegenströmung gegen die Positionen der Avantgarde, des Minimalismus und der Konzeptkunst entstand ab 1978 eine Wilde Malerei in Deutschland und die Transavanguardia in Italien. Junge Wilde (auch Neue Wilde) malten mit raschem, breitem Pinselstrich sehr farbkräftige, expressive Bilder.

## Ausstellungen
- 2018/19 – Die Erfindung der Neuen Wilden – Malerei und Subkultur um 1980, Ludwig Forum, Aachen[2]
- 2015 – Die 80er, Figurative Malerei in der BRD, Städel Museum, Frankfurt am Main; Geniale Dilletanten, Haus der Kunst, München
- 2004 – Neue Wilde. Eine Entwicklung, Sammlung Essl, Klosterneuburg
- 1982 – Zeitgeist. Internationale Kunstausstellung Berlin, Martin-Gropius-Bau, Berlin
- 1982 – Gefühl und Härte. Neue Kunst aus Berlin, Münchner Kunstverein, München
- 1981 – Das Bilderbuch, Edition Pfefferle, München (heute Galerie Karl Pfefferle)

## Politik
Jüngere Politiker oder Parteigänger mit radikalen Ideen, die sie im Rahmen ihrer politischen Gruppe durchzusetzen versuchen, wurden in der Vergangenheit auch als „Jungtürken“ bezeichnet, in Übernahme des Begriffs einer politischen Bewegung im Osmanischen Reich, die seit 1876 illegal auf liberale Reformen und eine konstitutionelle Staatsform hingearbeitet hatten. In Deutschland am bekanntesten dürften die Jungtürken der FDP um Walter Scheel, Hans-Dietrich Genscher und Willi Weyer gewesen sein, die in den 1960er Jahren ihre Partei in der politischen Mitte positionieren wollten, um sowohl mit der CDU/CSU als auch mit der SPD koalitionsfähig zu sein.
Mit dem neueren modischen Begriff Junge Wilde wurden in den 1990er Jahren innerhalb der politischen Parteien in Deutschland bestimmte Gruppen von Politikern bezeichnet, die sich durch von der offiziellen Linie der Parteispitze abweichende Meinungsäußerungen profilieren wollten und denen man eine partei- und bundespolitische Karriere zutraute.
Der Begriff wurde von einigen Massenmedien zuerst im Zusammenhang mit jungen CDU-Politikern geprägt, die sich gegen Personal- und Machtpolitik innerhalb der Partei und deren damaligen Vorsitzenden Helmut Kohl aussprachen (unter anderen Ronald Pofalla, Norbert Röttgen, Hermann Gröhe, Stefan Schwarz, Eckart von Klaeden, Peter Altmaier). Später wurde der Begriff von den Medien auch auf die anderen im Deutschen Bundestag vertretenen Parteien, wie SPD und FDP, ausgedehnt und auf junge Politiker angewandt, die eine von der Linie der Parteispitze abweichende Meinung propagierten.
In den darauffolgenden Jahren wurden einige dieser Politiker Ministerpräsidenten, Minister oder einflussreiche Funktionäre ihrer Parteien auf Landes- oder Bundesebene.

## Sport
Als „Junge Wilde“ waren zu Beginn der 2000er vor allem Spieler der Fußballmannschaft des VfB Stuttgart bekannt, die mit dem Verein in der UEFA Champions League für Aufmerksamkeit sorgten. In den Medien wurde damals der Begriff „Junge Wilde“ als Synonym für die Mannschaft des VfB Stuttgart benutzt.

## Gastronomie
Die Jungen Wilden ist ein 1997 gegründeter Verein von Köchen. Ziel des Vereins ist es, Menschen für das Kochen zu begeistern und den Beruf des Kochs in der Gesellschaft zu verbessern. Der Zusammenschluss herausragender Nachwuchsköche setzt sich für junge, frische, avantgardistische Koch- und Gastronomiekonzepte ein. Die Gründer waren die Köche Frank Buchholz, Christian Loisl, Manfred Heissig, Stefan Marquard, Achim Schwekendiek, Steffen Sonnenwald und Holger Stromberg. Aktuelle Mitglieder sind unter anderen Stefan Manier, Frank Rosin und Bernd Siefert, Konrad Zacharias Wolfmiller sowie Holger Stromberg als einzige Gründungsmitglieder.
Zudem sind „Die Jungen Wilden“ Köche, die vom Gastronomiemagazin Rolling Pin gemeinsam mit Stefan Marquard zum „Jungen Wilden“ gekürt worden sind. 2018 wurde der Titel zum 14. Mal vergeben, und zwar an den österreichischen Koch Roland Pieber.

## Behindertenarbeit
Als „junge Wilde“ oder „Systemsprenger“ werden in der Behindertenarbeit junge Menschen mit Lernbehinderung und Verhaltensauffälligkeiten bezeichnet, die sich durch fortgesetzte Regelverletzungen, hohe Konfliktbereitschaft und verminderte Problemlösefähigkeiten auszeichnen.